# 紅杉 (松科)
红杉（學名：Larix potaninii）是一种松科落叶松属植物。是中国特有物种，生于海拔2500-4000米，气侯温凉或干寒，棕色森林土或山地草甸森林土地带。

## 形态
落叶乔木，高达50公尺，胸径1公尺。
树皮灰色或灰褐色，纵裂粗糙；枝平展，树冠圆锥形；小枝下垂，幼枝有毛，后渐脱落，一年生长枝红褐色或淡紫褐色，很少淡黄褐色，直径1.5-3毫米，有光泽，通常无毛，稀叶枕之间的凹槽内有短毛，二年生枝红褐色或紫褐飞色，老枝和短枝灰黑色；短枝直径3-4毫米，顶端叶枕之间密生黄褐色柔毛；冬芽卵圆形，褐色或深褐色，有光泽，外层芽鳞先端尖，微开展，边缘具睫毛。叶倒披针状窄条形，长1.2-3.5厘米，宽1-1.5毫米，先端渐尖，上面中脉隆起，每边有1-3条气孔线，下面沿中脉两侧各有3-5条气孔线，表皮有乳头状突起。
着生雄球花的短枝通常无叶，雄球花长5-7毫米，径约4毫米；雌球花紫红色或红色，生于有叶短枝的顶端，苞鳞通常直，稀上端微反曲。
球果矩圆状圆柱形或圆柱形，近基部较宽，上部微渐窄，幼时红色或紫红色，后呈紫褐色或淡灰褐色，长3-5厘米，径1.5-2.5厘米，种鳞35-65枚；中部种鳞近方形或方圆形，长0.8-1.3厘米，宽0.8-1.1厘米，先端平截或微圆，稀微凹，边缘稍内曲，背部有淡褐色细小瘤状突起和短毛；苞鳞矩圆状披针形，紫褐色，通常直伸，长1.4-1.8厘米，基部宽，中部常微窄缩，上部渐窄，先端渐尖或微急尖，稀急尖，露出部分直或微反曲。
种子斜倒卵圆形，淡褐色，具不规则的紫色斑纹，长3-4毫米，径约2毫米，连翅长7-10毫米，种翅倒卵形，宽约4毫米；子叶5-7枚，针形，横切面三角形，长1.4-1.8厘米，上面每边有2-6条气孔线，下面无气孔线，初生叶条形，两面中脉隆起，上面无气孔线或先端有1-2条不完整的气孔带，下面每边有粉白色气孔带。
花期4-5月，球果10月成熟。

## 习性
红杉喜光照，适应性强，能耐干寒气侯及土壤瘠薄的环境，能生于森林垂直分布上限地带；在气候温凉、土壤深厚、肥润、排水良好的山坡地带生长迅速，宜作分布区的造林树种。

## 分布
主要分布于尼泊尔和中国甘肃南部、四川岷江和雅砻江流域、云南丽江一带高山地区；常组成纯林，或与川西云杉等混交。

## 用途
可供建筑、电杆、桥梁、器具、家具及木纤维工业原料等用。树干可割取松脂，树皮可提栲胶。